# انتخابات المجلس التأسيسي الكويتي 1961
أجريت انتخابات المجلس التأسيسي الكويتي 1961 في الكويت في 30 ديسمبر 1961، بعد التخطيط لها في 1 نوفمبر. كانت أول انتخابات على الإطلاق في البلاد، وانتخبت هيئة مسؤولة عن صياغة الدستور الكويتي. كان حوالي 40.000 رجل مؤهلين للتصويت، وبلغت نسبة الإقبال على الناخبين المسجلين 90.0٪. وبلغ عدد المرشحين الذين انتخبوا 20 مقعدا 74 مرشحا.

## النتائج
| المجموعات             | الأصوات | %   | المقاعد |
| --------------------- | ------- | --- | ------- |
| التجار                |         |     | 10      |
| الليبراليون           |         |     | 5       |
| القبليون              |         |     | 3       |
| الشيعة                |         |     | 2       |
| الأعضاء المعينين      | -       | -   | 11      |
| أصوات مُبطلة           |         | -   | -       |
| المجموع               | 10،159  | 100 | 31      |
| المصدر: Nohlen et al. |         |     |         |